# 中华人民共和国国内飞地列表
本表列出中华人民共和国境内的飞地和与之类似而不是严格意义飞地的地区。中国有多个省、自治区、直辖市拥有飞地，这些飞地可能是历史沿革的原因早已存在，也可能是近现代以后相邻行政区划划界变迁、新行政区划划分等原因产生的，还有一些是因为劳动教养或上山下乡产生的农场。
在各种地图上，飞地不一定都用颜色、界线、文字、箭头等加以标注，故而有些飞地，尤其是小型飞地并不广为人知。

## 省级行政区间
以下列表按照外飞地列明。
| 所属 省级行政区 | 飞地名称           | 所在地点                                 | 面积(km²)    | 所属 上级行政区              | 备注 |
| --------------- | ------------------ | ---------------------------------------- | ------------ | ---------------------------- | --- |
| 北京市          | 双河农场           | 黑龙江省齐齐哈尔市甘南县                 | 380          |                              | 前身是1956年成立的音河农场，1950、1960年代曾有大量北京人迁入，后多于九十年代迁回北京。现已分为两个机构，即北京市双河劳动教养所和北京市双河农场。双河劳教所为北京市驻黑龙江省单位；现今双河农场严格来说算不上飞地，职工为黑龙江省户口，公检法司治权在黑龙江省，北京市只有财政税收几个方面的管辖权，北京双河农场2012年5月份已经划归北京首都农业集团有限公司，确切的说北京市双河农场是北京市在黑龙江省的国有企业 |
| 北京市          | 清河农场           | 天津市宁河区                             | 115          | 西城区白纸坊街道             | 共两块飞地。1949年建立的劳动教养性质的农场，由北京市监狱管理局清河分局、北京市清河农场、北京市人民政府清河办事处管理，一个班子三块牌子。另有北京市外驻的公检法机构，清河地区北京户籍居民享受北京市西城区居民待遇。清河农场实为企业，北京市人民政府清河办事处是北京市的外飞地 |
| 北京市          | 迁安铁矿           | 河北省唐山市迁安市                       |              | 石景山区                     | 首钢矿山街道居民管理委员会（管理迁安铁矿）是石景山区政府授权执行政府职能的行政管理机构，北京市公安局内保局五处三队驻矿区、北京市公安局内保局在迁安矿区设有派出所，石景山区法院设有首钢迁安矿区巡回法庭。矿区北京户籍居民享受北京市居民待遇。迁安铁矿是企业，首钢矿山街道居民管理委员会是北京市的外飞地 |
| 天津市          | 天津铁厂           | 河北省邯郸市涉县                         |              | 河东区                       | 1969年建立 |
| 河北省          | 北三县             | 北京市与天津市之间                       | 1277         | 廊坊市                       | 廊坊北三县指夹在北京市和天津市之间的隶属于河北省廊坊市的香河县、大厂回族自治县和三河市三个县级行政区，它们构成了中国最大的省级区划间飞地，其行政级别的县级也是各飞地中级别最高的。 |
| 河北省          | 芦台经济开发区     | 天津市宁河区                             | 133.4        | 唐山市路南区                 | 其前身芦台农场于1951年创建 |
| 河北省          | 汉沽农场第一分场   | 天津市宁河区                             | 12           | 唐山市路南区                 | 1953年由中央划归河北省管理。2003年移交由唐山市管辖，现隶属于汉沽管理区汉丰镇 |
| 上海市          | 上海农场           | 江苏省盐城市大丰区                       | 99           | 宝山区                       | 飞地包括海丰农场，为临海飞地。上海农场于1950年建立，原为“垦区生产管理局”，后建立上海市第一劳动教养管理所，1974年4月更名为“上海农场”；海丰农场1973年建立。由光明食品（集团）有限公司管理 |
| 上海市          | 川东农场           | 江苏省盐城市大丰区                       |              | 宝山区                       | 原为上海农场川东分场，1983年分设川东农场，上海市第二劳动教养管理所，由光明食品（集团）有限公司管理 |
| 上海市          | 梅山铁矿           | 江苏省南京市雨花台区                     | 5            | 静安区                       | 又称9424基地，现称上海梅山钢铁股份有限公司。铁矿主要供应上海冶金的铁矿和生铁。教育原隶属闸北区，2008年4月1日教育属地化 |
| 上海市          | 大屯煤矿           | 江苏省徐州市沛县                         | 245          | 黄浦区                       | 1970年经国务院批准，由上海市开发建设，前身为原煤炭部直属企业，现为中国中煤能源集团有限公司二级企业。教育隶属黄浦区，原隶属南市区 |
| 上海市          | 上海外贸休养院     | 江苏省苏州市姑苏区                       |              |                              | 隶属上海外经贸委员会 |
| 上海市          | 洞庭西山休养院     | 江苏省苏州市吴中区                       |              |                              | 隶属上海市总工会 |
| 上海市          | 苏州疗养院         | 江苏省苏州市吴中区                       |              |                              | 隶属上海铁路局 |
| 上海市          | 太湖疗养院         | 江苏省苏州市吴中区                       |              |                              | 隶属上海铁路局 |
| 上海市          | 华东疗养院         | 江苏省无锡市滨湖区                       |              |                              | 隶属上海市卫生局 |
| 上海市          | 屏风山工人疗养院   | 浙江省杭州市西湖区                       |              |                              | 隶属上海市总工会 |
| 上海市          | 东钱湖休养院       | 浙江省宁波市鄞州区                       |              |                              | 隶属上海市总工会 |
| 上海市          | 白茅岭农场         | 安徽省宣城市郎溪县和广德县交界           | 40.5         | 宝山区                       | 1956年建立，劳动教养性质，由光明食品（集团）有限公司管理。地跨郎溪、广德两县。区划代码、邮编等挂靠郎溪县。 |
| 上海市          | 军天湖农场         | 安徽省宣城市宣州区                       | 14           | 宝山区                       | 1962年建立，劳动教养性质，由光明食品（集团）有限公司管理。 |
| 上海市          | 练江牧场           | 安徽省黄山市歙县                         | 2.9          | 静安区                       | 1966年在原徽州农场的基础上成立，由光明食品（集团）有限公司管理。主要为了供应上海三线厂职工的奶制品 |
| 上海市          | 黄山茶林场         | 安徽省黄山市黄山区                       | 3.1          | 静安区                       | 农场建于1955年，原为安徽省国营，1965年移交给上海市管理，现由光明食品（集团）有限公司管理。 |
| 上海市          | 黄山休养院         | 安徽省黄山市黄山区                       |              |                              | 隶属上海市总工会 |
| 上海市          | 鲁中矿业           | 山东省济南市莱芜区                       |              |                              | 始建于1970年，经上海市革委会和山东省革委会共同研究定名：张家洼工程指挥部，2010年改称鲁中矿业有限公司。教育隶属杨浦区 |
| 上海市          | 丽水名邸小区       | 江苏省苏州市昆山市花桥镇                 |              | 青浦区白鹤镇                 | 事实上是花桥绿地国际家园小区A区的一部分，属于上海管辖，共188户。由于未达到法定条件无法组建业委会，对应居委会为新江居委会；物业由江苏侧物业公司接管。 |
| 江苏省          | 石村村四个组       | 安徽省马鞍山市和县石杨镇                 | 0.553        | 南京市浦口区星甸街道         | 石村村四个村民小组：老江组、泉水组、茆村组、新建组，飞地有两块，在茆村组东边还有一块非常小的飞地 |
| 江苏省          |                    | 安徽省滁州市全椒县十字镇                 |              | 南京市浦口区星甸街道         | 星甸街道十里村东前组西南一块小飞地 |
| 江苏省          | 同心村一部         | 安徽省马鞍山市博望区博望镇               |              | 南京市溧水区石湫镇           | 原西庄村 |
| 安徽省          | 大包村             | 江苏省南京市浦口区星甸街道               | 0.4          | 马鞍山市和县石杨镇           | |
| 江西省          | 王屋组             | 安徽省池州市东至县青山乡                 | 1.8          | 九江市彭泽县杨梓镇双彭村     | 共两块小飞地，因朱元璋让王文殊选一地定居而形成，因王文殊是江西人故归江西管辖至今。 |
| 江西省          | 下湾自然村         | 浙江省衢州市开化县长虹乡霞川村河滩自然村 |              | 上饶市婺源县江湾镇东头村河滩 | [ 3 ] |
| 河南省          | 小石槽沟村         | 湖北省十堰市郧阳区白浪镇                 | 1            | 南阳市淅川县荆紫关镇         | |
| 河南省          | 金村、张扶村       | 山东省聊城市莘县樱桃园镇                 | 1            | 濮阳市范县城关镇             | |
| 湖北省          | 钟鼓村             | 重庆市奉节县云雾土家族乡                 | 77.6（公顷） | 利川市柏杨坝镇               | |
| 湖北省          | 清泥沟村           | 河南省信阳市浉河区吴家店镇               | 2.2          | 随州市随县小林镇             | |
| 湖南省          | 饭香运             | 贵州省黔东南苗族侗族自治州天柱县         | 1.2          | 怀化市会同县炮团侗族苗族乡   | 共三块小飞地 |
| 重庆市          | 天子村             | 四川省广安市武胜县清平镇                 | 2            | 合川区古楼镇                 | |
| 重庆市          |                    | 四川省广安市武胜县真静乡                 | 0.632        | 合川区钱塘镇                 | 共有两小块，总占地63.2公顷，较小一块仅22.4公顷，是中国面积最小的一级行政区划飞地。 |
| 四川省          | 梨树坪村           | 陕西省汉中市宁强县黄坝驿乡               | 1.8          | 广元市朝天区                 | |
| 四川省          |                    | 重庆市合川区燕窝镇                       | 1.3          | 广安市武胜县清平镇           | |
| 四川省          | 重庆市合川区古楼镇 |                                          |              |                              | |
| 贵州省          | 地湖乡             | 湖南省怀化市会同县                       | 30.5         | 黔东南苗族侗族自治州天柱县   | |
| 甘肃省          |                    | 宁夏回族自治区固原市隆德县               |              | 固原市庄浪县                 | |
| 宁夏回族自治区  | 温堡乡             | 甘肃省平凉市静宁县和庄浪县交界           | 52.3         | 固原市隆德县                 | |
| 宁夏回族自治区  | 薛杨村             | 甘肃省平凉市庄浪县岳堡乡                 |              | 固原市隆德县奠安乡           | |

### 省级行政区间租赁性飞地
- 广东省租予香港特别行政区
  - 深圳灣口岸港方口岸區：是广东省与香港之间的一个陆路边境口岸，整个口岸位于深圳市南山区的填海地，前身為展拓香港界址專條劃定之香港新界水域。除了深圳湾大桥外，港方口岸区土地不与香港本土相连，加上是租赁予香港，到期年份为2047年6月30日，故此港方口岸区是暂时属于香港的外飞地。
- 广东省租予澳门特别行政区
  - 澳門大學新校區：是澳门大学在中国广东省珠海市横琴岛东岸的新校区。除了澳門大學河底隧道及澳門大學連接橫琴口岸通道橋外，新校区土地不与澳门本土相连，加上是租赁予澳门，到期年份为2049年12月19日，故此澳门大学新校区是暂时属于澳门嘉模堂區的外飞地。
  - 横琴口岸澳方口岸區：是广东省与澳門之间的一个陆路边境口岸，整个口岸位于珠海市横琴粵澳深度合作區的土地，除接駁澳門大學的橋樑、蓮花大橋及澳門輕軌橫琴線跨河隧道外不与澳門本土相连，加上是租赁予澳門，到期年份为2049年12月19日，故此澳方口岸区是暂时属于澳門嘉模堂區的外飞地。
  - 澳門輕軌東線ES1站及東線西延青茂行車隧道[5]：位於關閘邊檢大樓旁的一座澳門輕軌車站，原規劃只連接至關閘一帶，但通過對廣東省珠海市拱北口岸一幅V形地塊作出租賃，使澳門輕軌系統有條件連通關閘及青茂口岸。
- 香港特别行政区租予廣東省
  - 西九龙站内地口岸区：是廣深港高速鐵路香港段西九龍站之内地口岸，將由香港法律適用範圍，改為實施中国内地法律（保留事項除外），整個區域被香港油尖旺區包圍。深方口岸区不與廣東省深圳市本土相連，且是租賃予深圳，故此深方口岸区是属于廣東省深圳市福田區福田街道的外飞地。本口岸區於2018年9月4日凌晨零時，正式交由深圳市管轄，取代內伶仃島成為深圳地理上最南點。

## 同一省级行政区内地级行政区间
| 省份             | 飞地                                                                                | 类型 | 说明 | 备注                                                                               |
| ---------------- | ----------------------------------------------------------------------------------- | --- | --- | ---------------------------------------------------------------------------------- |
| 北京市           | 首都机场街道 （北京首都国际机场T1、T2航站楼及机场居住区部分 ）                      | 朝阳区外飞地 顺义区内飞地 | 首都机场（当时称“中央机场”）及进场道路于1957年划归北京市管辖，当时这片地区归属于河北省通县专区顺义县，成为北京市在顺义县的外飞地，1958年起顺义县划归北京市，这片飞地仍属朝阳区（当时称东郊区）管辖                             |                                                                                    |
| 上海市           | 漕河泾开发区东兰、古美居民生活区 （虹梅路街道古美路第一至第四居委会、东兰路居委会） | 徐汇区外飞地 闵行区内飞地 | 根据《上海市漕河泾新兴技术开发区暂行条例》第十四条，上海市漕河泾新兴技术开发区境内居民区由徐汇区虹梅路街道管辖，漕河泾开发区东兰、古美居民生活区系漕河泾开发区范围内原住民的拆迁安置小区，由漕河泾开发区在闵行区境内征地建设。 |                                                                                    |
| 内蒙古自治区     | 宝格达山林场                                                                        | 锡林郭勒盟外飞地 兴安盟内飞地 | 锡林郭勒盟东乌珠穆沁旗宝格达山林场在兴安盟科尔沁右翼前旗境内 |                                                                                    |
| 辽宁省           | 锦采街道                                                                            | 盘锦市外飞地、锦州市内飞地 | 盘锦市兴隆台区锦采街道在锦州市凌海市境内 ，共两个小飞地，位于凌海市阎家镇、八千镇和大有农场之间 | 历史上兴隆台区街道主要按油田二级单位的管辖范围设立，飞地因此形成。                 |
| 辽宁省           | 茨采街道                                                                            | 盘锦市外飞地 沈阳市内飞地 | 盘锦市兴隆台区茨采街道在沈阳市辽中区茨榆坨镇境内 | 历史上兴隆台区街道主要按油田二级单位的管辖范围设立，飞地因此形成。                 |
| 辽宁省           | 沈采街道                                                                            | 盘锦市外飞地 沈阳市内飞地 | 盘锦市兴隆台区沈采街道在沈阳市新民市兴隆堡镇和兴隆镇交界处 | 历史上兴隆台区街道主要按油田二级单位的管辖范围设立，飞地因此形成。                 |
| 辽宁省           | 兀术街街道                                                                          | 铁岭市外飞地 沈阳市内飞地 | 铁岭市调兵山市兀术街街道在沈阳市康平县东关街道 |                                                                                    |
| 辽宁省           | 小凌河街道                                                                          | 葫芦岛市外飞地 锦州市内飞地 | 葫芦岛市南票区小凌河街道在锦州市凌海市班吉塔镇境内 |                                                                                    |
| 安徽省           | 段园镇                                                                              | 淮北市外飞地 | 淮北市杜集区段园镇被宿州市萧县隔开，使之独立于淮北市主体而被宿州市所三面环绕，并和东面的江苏省徐州市接壤 |                                                                                    |
| 安徽省           | 铜山镇                                                                              | 铜陵市外飞地 池州市内飞地 | 铜陵市郊区铜山镇位于池州市贵池区境内，1974年12月由贵池县划归铜陵市管辖 |                                                                                    |
| 安徽省           | 安庆矿区                                                                            | 铜陵市外飞地 安庆市内飞地 | 铜陵市郊区安庆矿区办事处位于安庆市宜秀区和怀宁县之间，1978年由怀宁县划归铜陵市管辖 |                                                                                    |
| 山东省           | 海防办事处                                                                          | 滨州市临海飞地 | 滨州市沾化县海防办事处陆地上被东营市河口区包围，但沾化县主体与海防均沿海 |                                                                                    |
| 福建省           | 北山坂村、苏村                                                                      | 三明市外飞地 泉州市内飞地 | 三明市大田县济阳乡济阳村的北山坂和苏村两个自然村位于泉州市永春县下洋镇境内。北山坂自然村和苏村自然村在1987年时分属永春县下洋镇的新坂村和涂山村，之后在1992年或以前改属大田县济阳乡                                             | [ 7 ] [ 8 ]                                                                        |
| 湖北省           |                                                                                     | 十堰市外飞地 襄阳市内飞地 | 十堰市房县尹吉甫镇东部有部分区域位于襄阳市保康县寺坪镇和谷城县紫金镇之间 |                                                                                    |
| 湖北省           |                                                                                     | 襄阳市外飞地 十堰市内飞地 | 襄阳市保康县寺坪镇西部有部分区域位于十堰市房县尹吉甫镇境内 |                                                                                    |
| 湖北省           | 泉水垱村一组                                                                        | 宜昌市外飞地 荆州市内飞地 | 宜昌市宜都市松木坪镇泉水垱村一组位于荆州市松滋市王家桥镇境内 |                                                                                    |
| 广东省           | 颐和盛世花园                                                                        | 广州市外飞地 佛山市内飞地 | 广州市花都区炭步镇文二村有一块小飞地位于佛山市南海区狮山镇官窑社区境内（南浦村和永安村之间），面积大约1000亩 | [ 9 ] [ 10 ] [ 11 ] [ 12 ] [ 13 ] [ 14 ] [ 15 ] [ 16 ] [ 17 ] [ 18 ] [ 19 ] [ 20 ] |
| 广东省           |                                                                                     | 湛江市外飞地 茂名市内飞地 | 湛江市廉江市河唇镇东部有块小飞地位于茂名市化州市中垌镇境内 |                                                                                    |
| 广东省           | 山腰村、田头村、榕树村                                                              | 湛江市外飞地 | 湛江市廉江市石角镇的三个行政村三面被茂名市化州市环绕，西面邻广西壮族自治区玉林市 |                                                                                    |
| 广东省           | 大鹏新区                                                                            | 深圳市龙岗区临海飞地 | 原属龙岗区的坪山区成立后，大鹏新区便不再与龙岗区主体部分相邻。目前该区域除人大、政协、法院、检察院等仍归属原龙岗区外，其他职能单独执行，地区经济总量仍统计在龙岗区内。                                                         |                                                                                    |
| 四川省           | 会理县部分区域                                                                      | 凉山彝族自治州外飞地 攀枝花市内飞地 | 凉山彝族自治州会理县在攀枝花市境内有两块飞地，较小一块位于米易县攀莲镇境内，较大一块地处盐边县和米易县交界。飞地内分别建有凉山州亚热带作物研究所和会理麻风病医院                                                               |                                                                                    |
| 贵州省           | 大湾镇                                                                              | 六盘水市外飞地 毕节市内飞地 | 六盘水市钟山区西部的大湾镇位于毕节市威宁彝族回族苗族自治县和赫章县交界，威宁县二塘镇政府也在六盘水市的这个飞地境内 |                                                                                    |
| 贵州省           | 二塘镇                                                                              | 毕节市外飞地 六盘水市内飞地 | 毕节市威宁彝族回族苗族自治县二塘镇二塘社区（镇政府所在地）位于六盘水市钟山区的外飞地（大湾镇）境内 |                                                                                    |
| 贵州省           |                                                                                     | 遵义市外飞地 黔东南苗族侗族自治州内飞地 | 遵义市余庆县白泥镇南部有部分区域位于黔东南苗族侗族自治州施秉县牛大场镇境内 |                                                                                    |
| 云南省           |                                                                                     | 玉溪市外飞地 红河哈尼族彝族自治州内飞地 | 玉溪市华宁县华溪镇东南有两块小飞地位于红河哈尼族彝族自治州建水县境内，一块位于曲江镇，另一块位于盘江乡 |                                                                                    |
| 西藏自治区       |                                                                                     | 那曲市外飞地 | 那曲市尼玛县来多乡西部有块飞地位于扎日南木错东岸，被阿里地区措勤县磁石乡分隔，使之独立于尼玛县主体而被阿里地区措勤县和日喀则市昂仁县联合环绕                                                                                   |                                                                                    |
| 西藏自治区       |                                                                                     | 日喀则市昂仁县尼果乡西部有部分区域位于扎日南木错东岸，被那曲地区尼玛县的外飞地分隔，使之独立于昂仁县主体而被那曲地区尼玛县环绕。该飞地有两块，两块飞地与昂仁县均临扎日南木错，昂仁县管辖的扎日南木错水域使飞地与县主体相连 | |                                                                                    |
| 青海省           | 唐古拉山镇                                                                          | 海西蒙古族藏族自治州外飞地 | 格尔木市唐古拉山镇被玉树藏族自治州分隔，总面积47540.08平方公里，法理上是中华人民共和国最大的飞地。由于西藏自治区安多县实际管辖唐古拉山镇的大部分区域，这块飞地又被分为两部分，实际上青海省管辖的此飞地面积并不太大             |                                                                                    |
| 青海省           |                                                                                     | 海南藏族自治州外飞地 黄南藏族自治州内飞地 | 海南藏族自治州贵南县森多乡东南部有部分区域位于黄南藏族自治州泽库县境内 |                                                                                    |
| 新疆维吾尔自治区 | 独山子区                                                                            | 克拉玛依市外飞地 伊犁哈萨克自治州内飞地 | 被伊犁哈萨克自治州奎屯市将独山子区与克拉玛依市主体分隔 |                                                                                    |
| 新疆维吾尔自治区 | 克拉玛依市                                                                          | 伊犁哈萨克自治州内飞地 | 克拉玛依市被伊犁哈萨克自治州下属的塔城地区和奎屯市环绕，克拉玛依市和奎屯市则一同成为塔城地区的内飞地 |                                                                                    |
| 新疆维吾尔自治区 |                                                                                     | 图木舒克市外飞地 | 2014年喀什地区疏勒县巴合齐乡、塔孜洪乡、疏附县布拉克苏乡、克孜勒苏柯尔克孜自治州阿克陶县皮拉勒乡四乡交界处部分区域划归图木舒克市，成为图木舒克市的飞地                                                                         |                                                                                    |
| 新疆维吾尔自治区 |                                                                                     | 昌吉回族自治州的外飞地 | 2007年昌吉回族自治州米泉市与乌鲁木齐市东山区合并为乌鲁木齐市米东区之后，昌吉州被乌鲁木齐市分割为东西两半，东部的阜康市、吉木萨尔县、奇台县、木垒哈萨克自治县成为昌吉州的飞地                                                   |                                                                                    |
| 新疆维吾尔自治区 |                                                                                     | 北屯市外飞地 伊犁哈萨克自治州内飞地 | 北屯市部分地区位于乌伦古湖东北岸，被阿勒泰地区阿勒泰市分隔开，位于阿勒泰市和福海县之间，同时也是阿勒泰地区的内飞地 |                                                                                    |
| 新疆维吾尔自治区 |                                                                                     | 铁门关市外飞地 巴音郭楞蒙古自治州内飞地 | 铁门关市共有三块飞地，皆位于巴音郭楞蒙古自治州库尔勒市境内 |                                                                                    |
| 新疆维吾尔自治区 |                                                                                     | 双河市外飞地 博尔塔拉蒙古自治州内飞地 | 双河市共九块飞地皆位于博尔塔拉蒙古自治州境内 |                                                                                    |
| 新疆维吾尔自治区 |                                                                                     | 昆玉市外飞地 和田地区内飞地 | 昆玉市共十九块飞地皆位于和田地区境内 |                                                                                    |
| 新疆维吾尔自治区 | 阿拉尔市                                                                            | 阿克苏地区内飞地 | 阿拉尔市被阿克苏地区四面环绕 |                                                                                    |
| 新疆维吾尔自治区 | 图木舒克市主体部分                                                                  | 喀什地区内飞地 | 图木舒克市主体部分被喀什地区四面环绕 |                                                                                    |
| 新疆维吾尔自治区 | 北屯市                                                                              | 伊犁哈萨克自治州内飞地 | 北屯市被伊犁哈萨克自治州四面环绕，同时也是阿勒泰地区的内飞地 |                                                                                    |
| 新疆维吾尔自治区 | 铁门关市                                                                            | 巴音郭楞蒙古自治州内飞地 | 铁门关市全市包括飞地皆位于巴音郭楞蒙古自治州库尔勒市境内 |                                                                                    |
| 新疆维吾尔自治区 | 双河市                                                                              | 博尔塔拉蒙古自治州内飞地 | 双河市全市共十块互不接壤的地域皆位于博尔塔拉蒙古自治州境内 |                                                                                    |
| 新疆维吾尔自治区 | 昆玉市                                                                              | 和田地区内飞地 | 昆玉市共二十块互不接壤的地域皆位于和田地区境内 |                                                                                    |

## 已不存在的飞地
本表列出省级和地级行政区（或直辖市下属县级行政区）间已不存在的飞地，“消失时间”是作为省级或地级行政区间飞地消失的时间，消失时间所列年份为国务院批复时间，实际可能不符。所列的部分飞地至今仍是县级行政区间飞地。
| 现属省份     | 现属地区   | 飞地                 | 消失时间     | 说明 |
| ------------ | ---------- | -------------------- | ------------ | --- |
| 北京市       | 北京市     | 北京市               | 1967         | 北京市自1949年起曾是河北省、通县专区的一块内飞地。1952年通县专区宛平县划归北京市，北京市不再是通县专区的内飞地（地级行政区间）。直到1967年天津市恢复中央直辖市，北京市的行政管理飞地清河农场与天津市接壤。1973年河北省的蓟县、武清县等五个县划入天津市后，北京市才不再是正式行政区划上河北省的内飞地（省级行政区间） |
| 北京市       | 北京市     | 燕山区               | 1986         | 1974年北京市在房山县境内设立区级石油化工办事处，1980年石油化工办事处改为正式行政区划北京市燕山区，燕山区为房山县的内飞地，随着1986年房山县和燕山区合并设立房山区，此飞地遂消失 |
| 天津市       | 天津市     | 塘大区               | 1952         | 塘大区曾是天津市的一块外飞地，飞地与主体之间被河北省天津专区天津县隔开，1952年天津县划入天津市后飞地消失，同年塘大区更名为塘沽区 |
| 河北省       | 石家庄市   | 石家庄市             | 1958         | 石家庄市曾是石家庄专区的一块内飞地，1958年地级石家庄市降格为县级市，由石家庄专区领导，内飞地不再存在 |
| 河北省       | 石家庄市   | 井陉矿区             | 1958         | 井陉矿区曾是石家庄市的一块外飞地，也是石家庄专区的一块内飞地，1958年地级石家庄市降格为县级市，井陉矿区由石家庄专区领导，飞地不再存在 |
| 河北省       | 唐山市     | 唐山市               | 1951         | 唐山市曾是唐山地区的一块内飞地，1951年在天津专区宁河县境内设立了芦台农场，1958年地级唐山市降格为县级市，由唐山专区领导。1960年唐山市又升格为地级市，唐山专区与唐山市合并，1961年再次设立唐山专区，唐山市再次降格县级市。（注：唐山专区1968年改称唐山地区）直到1978年，唐山市又升格为地级市，第二次成为唐山地区正式行政区划上的内飞地。1983年，唐山地区与唐山市合并，自此唐山市不再是正式行政区划上某一行政区的内飞地 |
| 河北省       | 唐山市     | 唐山市第七区         | 1952         | 唐山市第七区曾是唐山市的一块外飞地，也是唐山专区的一块内飞地，1952年唐山专区滦县部分地区划归唐山市成立唐山市第九区和第十区，将唐山市第七区与唐山市主体相连，飞地不再存在 |
| 河北省       | 秦皇岛市   | 海滨区               | 1950年代中旬 | 海滨区曾是秦皇岛市的一块临海飞地，与秦皇岛市主体之间被唐山专区临榆县隔开，1954年改名北戴河区 |
| 河北省       | 秦皇岛市   | 山海关区             | 1950年代中旬 | 山海关区曾是秦皇岛市的一块临海飞地，1952年辽西省山海关市划归河北省秦皇岛市，1953年撤市设区，与秦皇岛市主体之间被唐山专区临榆县隔开 |
| 河北省       | 保定市     | 保定市               | 1994         | 保定市曾是保定地区的一块内飞地，1958年地级保定市降格为县级市，由保定专区领导。1960年保定市又升格为地级市，保定专区与保定市合并，1961年再次设立保定专区，保定市再次降格县级市。（注：保定专区1968年改称保定地区）直到1983年，保定市又升格为地级市，第二次成为保定地区的内飞地。1994年，保定地区与保定市合并，自此保定市不再是某行政区内飞地 |
| 河北省       | 邯郸市     | 邯郸市               | 1993         | 邯郸市曾是邯郸地区的一块内飞地。1953年邯郸市升格地级市，成为邯郸专区的内飞地。1956年峰峰市撤销成立邯郸市峰峰矿区，峰峰矿区下辖的观台镇接壤河南省安阳市，从此开始邯郸市暂时不是邯郸专区内飞地。1958年邯郸市降格县级市，1960年邯郸市升格地级市，1961年邯郸市第二次降格县级市。（注：邯郸专区1968年改称邯郸地区）1983年邯郸市升格地级市，再次成为邯郸地区内飞地（原与河南省接壤的峰峰矿区观台镇已于1965年拆分进入邯郸地区磁县）。1993年邯郸地区撤销，辖县并入邯郸市，邯郸市作为内飞地不再存在 |
| 河北省       | 邯郸市     | 峰峰矿区             | 1986         | 峰峰矿区曾是邯郸市的一块外飞地、邯郸地区的一块内飞地。1952年邯郸专区峰峰矿区升格为地级，由河北省直属领导，峰峰矿区成为邯郸专区内飞地。1953年河南省安阳县六河沟煤矿划归河北省峰峰矿区，设立峰峰矿区第四区公所，第四区公所与河南省安阳市接壤，峰峰矿区不是邯郸专区内飞地，即（第一次）不是飞地。1955年撤销地级峰峰矿区设立地级峰峰市，1956年撤销地级峰峰市设立邯郸市峰峰矿区，峰峰矿区成为邯郸市的外飞地。1958年邯郸市降格县级市，峰峰矿区由邯郸专区领导，自此开始第二次不是飞地，1960年邯郸市升格地级市，峰峰矿区由地级邯郸市领导。1961年邯郸市第二次降格县级市，峰峰矿区依然由县级邯郸市领导，成为（县级）邯郸市外飞地。（注：邯郸专区1968年改称邯郸地区）1983年邯郸市升格地级市，峰峰矿区再次成为（地级）邯郸市外飞地、邯郸地区内飞地。1983年邯郸县划归邯郸市，1986年邯郸地区武安县划归邯郸市，峰峰矿区不再是邯郸市外飞地和邯郸地区内飞地 |
| 河北省       | 邯郸市     | 观台镇               | 1958         | 观台镇曾是邯郸市的一块外飞地。1953年河南省安阳县六河沟煤矿划归河北省峰峰矿区（地级），设立峰峰矿区第四区公所，第四区公所为峰峰矿区外飞地。1955年撤销地级峰峰矿区设立地级峰峰市，第四区公所改称观台区，观台区为峰峰市外飞地。1956年撤销地级峰峰市设立邯郸市峰峰矿区，观台区改称观台镇，观台镇为邯郸市外飞地。1958年邯郸市降县级市，峰峰矿区由邯郸专区领导，至此观台镇作为地级行政区间飞地消失。此后，1961年观台镇改为观台公社，1965年观台公社拆分进入磁县，部分村迁至峰峰矿区临水公社，至此观台镇作为县级行政区间飞地消失。 |
| 河北省       | 邯郸市     | 马头镇               | 1993         | 马头镇曾是峰峰市\邯郸市的一块外飞地、邯郸地区的一块内飞地。1955年邯郸专区磁县马头镇划归峰峰市，设立峰峰市马头办事处，马头办事处为峰峰市外飞地、邯郸专区内飞地。1956年马头办事处划归邯郸市郊区，成为邯郸市外飞地、邯郸专区内飞地。1958年邯郸市降格县级市，马头办事处作为地级行政区间飞地暂时消失，同年马头办事处改为马头公社。（注：邯郸专区1968年改称邯郸地区）此后，1981年复建马头镇，1983年邯郸市升格地级市，1986年邯郸市郊区撤销，马头镇划归同年设立的邯山区，马头镇成为邯郸市外飞地、邯郸地区内飞地。1993年邯郸地区撤销，辖县并入邯郸市，马头镇不再是地级行政区间飞地，依然是县级行政区间飞地至今。 |
| 河北省       | 张家口市   | 张家口市             | 1993         | 张家口市曾是张家口地区的一块内飞地，1958年地级张家口市降格为县级市，由张家口专区领导。（注：张家口专区1967年改称张家口地区）1983年，张家口市又升格为地级市，第二次成为张家口地区的内飞地。1993年，张家口地区与张家口市合并，自此张家口市不再是某行政区内飞地 |
| 河北省       | 张家口市   | 宣化镇               | 1958         | 宣化镇曾是张家口市的一块外飞地、张家口专区的一块内飞地。宣化市原为张家口专区内飞地。1955年宣化市改为县级宣化镇，归属地级张家口市，为张家口市外飞地、张家口专区内飞地。1959年张家口市升格地级市，张家口专区撤销，宣化镇改为宣化区，自此宣化镇不再是飞地 |
| 河北省       | 张家口市   | 庞家堡区             | 1958         | 庞家堡区曾是宣化市\张家口市的一块外飞地、张家口专区的一块内飞地。庞家堡矿区原为宣化市外飞地、张家口专区内飞地。1955年宣化市改为县级宣化镇，庞家堡矿区更名庞家堡区，隶属于张家口市，为张家口市外飞地、张家口专区内飞地。1958年，张家口市降格县级市，庞家堡区划归龙关县，改建庞家堡公社，此后庞家堡区不再是地级行政区间飞地。在一系列复杂的区划调整后，庞家堡区现为宣化区庞家堡镇，如今是县级行政区间飞地 |
| 河北省       | 张家口市   | 下花园区             | 1958         | 下花园区曾是宣化市\张家口市的一块外飞地、张家口专区的一块内飞地。下花园矿区原为宣化市外飞地、张家口专区内飞地。1955年宣化市改为县级宣化镇，下花园矿区更名下花园区，隶属于张家口市，为张家口市外飞地、张家口专区内飞地。1956年下花园区改设县级下花园镇。1958年张家口市降格县级市，下花园镇归属张家口专区，飞地暂时消失。1959年张家口市又升格地级市，同年下花园镇改为下花园区，并入张家口市，再次成为张家口市外飞地、张家口专区内飞地。1960年撤销下花园区，1961年张家口市降格县级市，此后下花园区不再是地级行政区间飞地。 |
| 河北省       | 承德市     | 鹰手营子矿区         | 1993         | 鹰手营子矿区曾是承德市的一块外飞地、承德地区的一块内飞地。承德市鹰手营子矿区最初设立于1956年，此后行政区划多次调整，鹰手营子矿区皆为县级行政区间飞地（先后隶属于县级承德市、地级承德市市区等县级行政区）。1983年承德市升格地级市，承德县划归承德市，鹰手营子矿区（除寿王坟公社）成为承德市外飞地、承德地区内飞地。寿王坟公社与鹰手营子矿区主体不接壤，因承德县划归承德市且其接壤承德县而没有成为承德市外飞地；不过寿王坟公社却是鹰手营子矿区的一块外飞地（县级行政区间）。1993年，承德地区撤销，辖县并入承德市，地级行政区间飞地不再存在 |
| 山西省       | 大同市     | 大同市               | 1958         | 大同市曾是雁北专区的一块内飞地。1958年大仁县并入大同市，设立大同市郊区，郊区与内蒙古自治区乌兰察布盟接壤，内飞地消失 |
| 山西省       | 阳泉市     | 阳泉市               | 1983         | 阳泉市曾是晋中专区的一块内飞地。1951年撤销县级阳泉工矿区改设地级阳泉市，阳泉市开始成为地级榆次专区内飞地。1958年榆次专区更名晋中专区，平定县、盂县撤销，县域并入阳泉市，阳泉市与晋中专区接壤，暂时不是飞地。1959年盂县恢复建制，1961年平定县恢复建制，二县归属晋中专区，阳泉市再次成为晋中专区内飞地。（注：晋中专区1967年改称晋中地区）1970年阳泉市划归晋中地区领导，内飞地消失，1972年阳泉市改由省直辖，内飞地再次出现。1983年，盂县和平定县划归阳泉市领导，阳泉市与晋中地区接壤，内飞地消失 |
| 山西省       | 长治市     | 长治市               | 1985         | 长治市曾是长治专区的一块内飞地。1951年撤销县级长治工矿区改设地级长治市，长治市开始成为地级长治专区内飞地。1958年长治市改由长治专区领导，飞地暂时消失。1975年长治市恢复省直辖，内飞地再次出现。1985年撤销晋东南地区，实行市管县体制，屯留县等九县划归长治市管辖，内飞地不再存在 |
| 湖北省       | 荊州市     | 沙市市               | 1994         | 沙市市曾是荆州地区的一块内飞地，1949年在荊州专区江陵縣境内设立了沙市市，1958年地级沙市市降格为县级市，由荆州专区领导。1979年沙市市又升格为地级市，第二次成为荆州专区正式行政区划上的内飞地。1994年，荆州专区与沙市市合并，成立荊沙市自此沙市市不再是正式行政区划上某一行政区的内飞地 |
| 内蒙古自治区 | 呼和浩特市 | 呼和浩特市           | 1970         | 呼和浩特市曾是乌兰察布盟的一块内飞地。1952年萨县专区撤销，辖县划入集宁专区，归绥市成为集宁专区内飞地。1954年归绥市更名呼和浩特市，集宁专区改设平地泉行政区，呼和浩特市是平地泉行政区的内飞地。1958年平地泉行政区撤销，呼和浩特市成为乌兰察布盟内飞地。1970年乌兰察布盟的土默特左旗和托克托县划归呼和浩特市，呼和浩特市与包头市、伊克昭盟接壤，内飞地消失 |
| 内蒙古自治区 | 呼伦贝尔市 | 海拉尔市             | 1954         | 海拉尔市曾是内蒙古自治区东部行政区的一块内飞地。1953年海拉尔市升格地级市，成为东部行政区的内飞地。1954年海拉尔市降格县级市划归同年设立的呼伦贝尔盟，内飞地消失 |
| 内蒙古自治区 | 通辽市     | 通辽市               | 1954         | 通辽市曾是内蒙古自治区东部行政区的一块内飞地。1953年通辽市升格地级市，成为东部行政区的内飞地。1954年通辽市降格县级市划归同年设立的哲里木盟，内飞地消失 |
| 内蒙古自治区 | 锡林郭勒盟 | 太仆寺左旗           | 1950         | 太仆寺左旗曾是内蒙古自治区锡林郭勒盟的一块外飞地、察哈尔省察北专区的一块内飞地。1950年宝昌县等三个县划归内蒙古自治区锡林郭勒盟，飞地消失 |
| 辽宁省       | 沈阳市     | 沈阳市               | 1958         | 沈阳市曾是辽阳专区的一块内飞地。1956年设立沈阳县划归辽阳专区，沈阳市成为辽阳专区内飞地。1958年辽阳专区撤销，内飞地消失 |
| 辽宁省       | 辽阳市     | 辽阳市               | 1958         | 沈阳市曾是辽阳专区的一块内飞地。辽阳专区1955年成立，辽阳市即成为辽阳专区内飞地。1958年辽阳专区撤销，内飞地消失 |
| 辽宁省       | 鞍山市     | 鞍山市               | 1958         | 鞍山市曾是辽东省\辽阳专区的一块内飞地。鞍山市原是中央直辖市，辽东省的内飞地。1954年辽西省和辽东省和设为辽宁省，鞍山市划归辽宁省管辖，飞地暂时消失。1955年辽阳专区成立，鞍山市成为辽阳专区内飞地。1958年辽阳专区撤销，内飞地消失 |
| 辽宁省       | 鞍山市     | 鞍山市第五区         | 1956         | 鞍山市第五区曾是鞍山市的一块外飞地、辽西省\辽阳专区的一块内飞地，大量生产焦炭。1950年5月15日辽东省辽阳县弓长岭矿区划归鞍山市并改名第五区，成为鞍山市外飞地、辽西省内飞地。1954年辽西省和辽东省和设为辽宁省，鞍山市划归辽宁省管辖，飞地暂时消失。1955年辽阳专区成立，鞍山市第五区成为鞍山市外飞地、辽阳专区内飞地。1956年7月5日因飞地管理不便，鞍山市第五区撤销，归还辽阳专区辽阳县 |
| 辽宁省       | 锦州市     | 锦州市               | 1958         | 锦州市曾是锦州专区的一块内飞地。锦州专区1955年成立，锦州市即成为锦州专区内飞地。1958年锦州专区撤销，内飞地消失 |
| 辽宁省       | 阜新市     | 阜新市               | 1958         | 阜新市曾是锦州专区的一块内飞地。锦州专区1955年成立，阜新市即成为锦州专区内飞地。1958年锦州专区撤销，内飞地消失 |
| 吉林省       | 长春市     | 长春市               | 1954         | 长春市曾是吉林省的一块内飞地。1953年长春市由省辖市改为中央直辖市，成为吉林省的内飞地。1954年长春市降格省辖市，飞地消失 |
| 吉林省       | 通化市     | 通化市               | 1954         | 通化市曾是通化专区的一块内飞地。通化市原为通化专区的一块内飞地（当时通化市为辽东省直辖县级市），1954年辽东省十三县市划归吉林省，通化专区重组，重组后通化市由通化专区领导，飞地消失 |
| 吉林省       | 吉林市     | 吉林市               | 1954         | 吉林市曾是永吉专区的一块内飞地。1966年设永吉专区，吉林市即成为永吉专区内飞地。1969年永吉专区撤销，辖县并入吉林市，飞地消失 |
| 黑龙江省     | 齐齐哈尔市 | 齐齐哈尔市           | 1958         | 齐齐哈尔市曾是嫩江专区的一块内飞地。1958年齐齐哈尔市划归嫩江专区，此后虽行政区划多次调整，因有1960年5月划入的华安公社，齐齐哈尔市也不再是嫩江专区内飞地。但是齐齐哈尔市的主城各区仍是嫩江地区内飞地，直到1984年嫩江地区撤销 |
| 黑龙江省     | 齐齐哈尔市 | 卧牛吐达翰尔族自治区 | 1950年代中旬 | 卧牛吐达翰尔族自治区曾是齐齐哈尔市的一块外飞地\嫩江专区的一块内飞地。1952年设卧牛吐达翰尔族自治区，1956年并入梅里斯达斡尔族区，与齐齐哈尔市主体相连，飞地消失 |
| 黑龙江省     | 齐齐哈尔市 | 碾子山区             | 1984         | 碾子山区曾是齐齐哈尔市的一块外飞地。碾子山区的前身华安公社1960年5月从嫩江专区划归齐齐哈尔市，后嫩江专区撤销，华安公社12月更名华安区。1961年10月，复设嫩江专区，华安区开始成为齐齐哈尔市外飞地。（注：嫩江专区1968年更名嫩江地区）1983年华安区更名碾子山区，1984年嫩江地区撤销，辖县划归齐齐哈尔市，飞地消失 |
| 黑龙江省     | 佳木斯市   | 佳木斯市             | 1984         | 佳木斯市曾是合江专区的一块内飞地。佳木斯市原为合江专区的一块内飞地，1958年划归合江专区，内飞地暂时消失。1966年佳木斯市改由省直管，内飞地再次出现。（注：合江专区1967年更名合江地区）1968年佳木斯市再次划归合江地区，飞地再次消失。1983年佳木斯市恢复省直辖，内飞地再次出现。1984年合江地区并入佳木斯市，内飞地消失 |
| 黑龙江省     | 双鸭山市   | 双鸭山市             | 1991         | 1956年，双鸭山矿区改为省辖双鸭山市，成为合江专区内飞地。1958年划归合江专区领导，内飞地暂时消失。1966年双鸭山市恢复省直辖，内飞地再次出现。1991年友谊县和宝清县划归双鸭山市，双鸭山市与牡丹江地区、七台河市接壤，内飞地消失 |
| 黑龙江省     | 牡丹江市   | 牡丹江市             | 1967         | 1966年，牡丹江市改由黑龙江省直辖，成为牡丹江专区内飞地。（注：牡丹江专区1967年更名牡丹江地区）1967年划归牡丹江地区领导，内飞地消失 |
| 黑龙江省     | 鸡西市     | 鸡西市               | 1983         | 1956年，撤鸡西县设地级鸡西市，成为牡丹江专区内飞地。1958年划归牡丹江专区领导，内飞地暂时消失。1966年鸡西市恢复省直辖，内飞地再次出现。（注：牡丹江专区1967年更名牡丹江地区）1983年牡丹江地区鸡东县划归鸡西市，鸡西市与合江专区及俄罗斯接壤，内飞地消失 |
| 黑龙江省     | 鸡西市     | 密山市、虎林县       | 1993         | 1983年，撤牡丹江地区，鸡东县划归鸡西市，其余七县划归牡丹江市，密山县和虎林县成为牡丹江市的外飞地。1988年密山县撤县设市，1992年密山市划归鸡西市；1993年虎林县划归鸡西市，内飞地完全消失 |
| 江苏省       | 徐州市     | 徐州市               | 1983         | 1953年徐州专区设立，徐州市主城各区成为徐州专区内飞地。1958年徐州市改由徐州专区代管，内飞地暂时消失。1962年徐州市改为省直辖，主城各区再次成为徐州专区内飞地。约1965年前后，徐州市的外飞地贾汪区经历多次界线调整后不与山东省接壤，遂整个徐州市成为徐州专区内飞地。（注：徐州专区1970年更名徐州地区）1983年徐州地区撤销，辖县划归徐州市，内飞地消失 |
| 江苏省       | 徐州市     | 贾汪区               | 1983         | 1952年成立徐州市贾汪矿区，成为徐州市外飞地。约1965年前后，徐州市的外飞地贾汪区经历多次界线调整后不与山东省接壤，同时也变为徐州专区内飞地。（注：徐州专区1970年更名徐州地区）1983年徐州地区撤销，辖县划归徐州市，飞地消失 |
| 江苏省       | 淮安市     | 清江市               | 1958         | 1954年清江市改为省辖市，盐城专区淮安县划归淮阴专区，清江市成为淮阴专区内飞地。1958年，清江市改名为淮阴市，划归淮阴专区领导，内飞地消失 |
| 江苏省       | 扬州市     | 扬州市               | 1958         | 1950年扬州市由苏北行署区直辖，成为泰州专区内飞地。1953年成立扬州专区，扬州市改由扬州专区领导，内飞地暂时消失。1954年扬州市改为省辖市，成为扬州专区内飞地。1958年扬州市又划归扬州专区领导，内飞地消失 |
| 江苏省       | 泰州市     | 泰州市               | 1958         | 1954年泰州市改为省辖市，成为扬州专区内飞地。1958年泰州市又划归扬州专区领导，内飞地消失 |
| 江苏省       | 苏州市     | 苏州市               | 1983         | 1950年苏州市升格地级市，成为苏州专区内飞地。1958年苏州市改由苏州专区代管，内飞地暂时消失。1962年苏州市改由省直辖，内飞地再次出现。（注：苏州专区1970年更名苏州地区）1983年苏州地区撤销，辖县划归苏州市，飞地消失 |
| 江苏省       | 苏州市     | 常熟市               | 1958         | 1954年常熟市改由江苏省直辖，成为苏州专区的内飞地。1958年常熟市撤销，飞地消失 |
| 江苏省       | 常州市     | 常州市               | 1983         | 1953年常州市升格地级市，成为镇江专区内飞地。1956年，武进县划归苏州专区，常州市变为苏州专区内飞地。1958年，武进县又划回镇江专区，常州市又变为镇江专区内飞地；同年镇江专区改名常州专区，常州市改由常州专区代管，内飞地暂时消失。1959年常州专区又更名镇江专区，1961年武进县划归常州市，1962年常州市恢复省直辖，同年武进县又划回镇江专区，常州市再次成为镇江专区内飞地。（注：镇江专区1970年更名镇江地区）1983年镇江地区撤销，武进等三县划入常州市，飞地消失 |
| 江苏省       | 常州市     | 戚墅堰区             | 约1955       | 1953年设立常州市戚墅堰区，戚墅堰区是常州市外飞地、镇江专区内飞地。约1955年前后，常州市市辖区经过几次较大调整，戚墅堰区所在区域与常州市主体相连，飞地消失 |
| 江苏省       | 无锡市     | 无锡市               | 1960         | 1953年无锡县划归苏州专区，无锡市成为苏州专区内飞地。1960年马山乡由无锡县划归无锡市郊区，因马山乡与镇江专区接壤，遂无锡市不再是苏州专区内飞地。此时的马山乡地理位置也比较特殊，与无锡市陆地不相连，但是无锡市管辖的太湖水域连接马山乡。故马山乡不是无锡市行政区划上的外飞地 |
| 广东省       | 佛山市     | 顺德区横琴中心沟     | 2010         | 横琴中心沟是顺德区原在中国广东省珠海市横琴岛中部的一块填海区，是1968年佛山地委把当时珠海县（今珠海市）上横琴岛和下横琴岛通过填海连接在一起后的一块陆地，中心沟主要是田地。2010年，中心沟重新归还珠海，中心沟的顺德管辖历史从此结束 |
| 上海市       | 闵行区     | 闵行镇、吴泾镇       | 1964 1991    | 1959年从当时的上海县析出吴泾工业区和闵行镇（即闵行卫星城）两块互不相连的区域为闵行区。 1964年，闵行区撤销并入徐汇区，成为徐汇区在上海县境内的的外飞地，后1981年又恢复闵行区建制，辖区与1959年辖区一致。。两次分治时，吴泾镇均为上海县的内飞地，而闵行镇为上海县、奉贤县包围。 1992年9月26日，经国务院批准，撤销上海县、闵行区，建立新的闵行区。 |
| 上海市       | 徐汇区     | 闵行镇、吴泾镇       | 1981         | 1959年从当时的上海县析出吴泾工业区和闵行镇（即闵行卫星城）两块互不相连的区域为闵行区。 1964年，闵行区撤销并入徐汇区，成为徐汇区在上海县境内的的外飞地，后1981年又恢复闵行区建制，辖区与1959年辖区一致。。两次分治时，吴泾镇均为上海县的内飞地，而闵行镇为上海县、奉贤县包围。 1992年9月26日，经国务院批准，撤销上海县、闵行区，建立新的闵行区。 |

### 引用
1. ↑  . 2024-11-04.
2. ↑  .   [2014-08-10]. （原始内容存档于2014-08-15）.
3. ↑  . mini.eastday.com.   [2019-09-17].[永久]
4. ↑  .   [2015-02-17]. （原始内容存档于2020-11-04）.
5. ↑  . 澳門特別行政區新聞局. 2023-12-29  [2023-12-29]. （原始内容存档于2023-12-29）.
6. ↑  上海市徐汇区人民政府虹梅路街道办事处. . 上海市政府采购网. 2014-04-22  [2020-07-16]. （原始内容存档于2020-07-18）. 徐汇区虹梅街道东兰、古美居民生活区地理位置在闵行区古美街道板块（行政区域为徐汇区，是徐汇区的一块飞地），它是漕河泾开发区上世纪末动迁安置居民在闵行征地所建造的生活小区。周边范围全部为闵行区行政管辖，徐汇区东兰古美小区面积约为1平方公里，徐汇管辖道路为4条（东兰路、平南路、古美路、莲花路），居民4676户，5个居委会。
7. ↑  .   [2012-04-18]. （原始内容存档于2020-07-16）.
8. ↑  .   [2012-04-18]. （原始内容存档于2016-03-05）.
9. ↑  高档小区如何成了孤岛——广州颐和盛世的“飞地”困境
10. ↑  .   [2022-04-23]. （原始内容存档于2022-04-23）.
11. ↑  .   [2022-04-23]. （原始内容存档于2022-04-23）.
12. ↑  “飞地”的前世今生与管辖问题探讨——以广州市花都区颐和盛世小区为例
13. ↑  .   [2022-04-23]. （原始内容存档于2022-04-26）.
14. ↑  广佛飞地生存实录：家住广州，十年来却一直到佛山买菜
15. ↑  半脚广州、半脚佛山，被房价逼到郊区的新广州人已退无可退
16. ↑  10年临水临电缺公交！广州花都颐和盛世小区业主遭遇无法解决的困难？
17. ↑  .   [2022-04-23]. （原始内容存档于2022-04-23）.
18. ↑  .   [2022-04-23]. （原始内容存档于2022-04-23）.
19. ↑  .   [2022-04-23]. （原始内容存档于2022-04-23）.
20. ↑  .   [2022-04-23]. （原始内容存档于2022-04-26）.
21. ↑  .   [2015-05-03]. （原始内容存档于2020-11-05）.
22. ↑  . 上海通网站.   [2017-07-31]. （原始内容存档于2016-03-04）.
23. ↑  上海县县志编纂委员会 (编). . 上海人民出版社.   [2019-04-15]. ISBN 7208015538. （原始内容存档于2015-09-24）.